# Encyclia hermentiana
Encyclia hermentiana là một loài thực vật có hoa trong họ Lan. Loài này được Brongn. ex Neumann mô tả khoa học đầu tiên năm 1846.